# シンデレラは眠らない

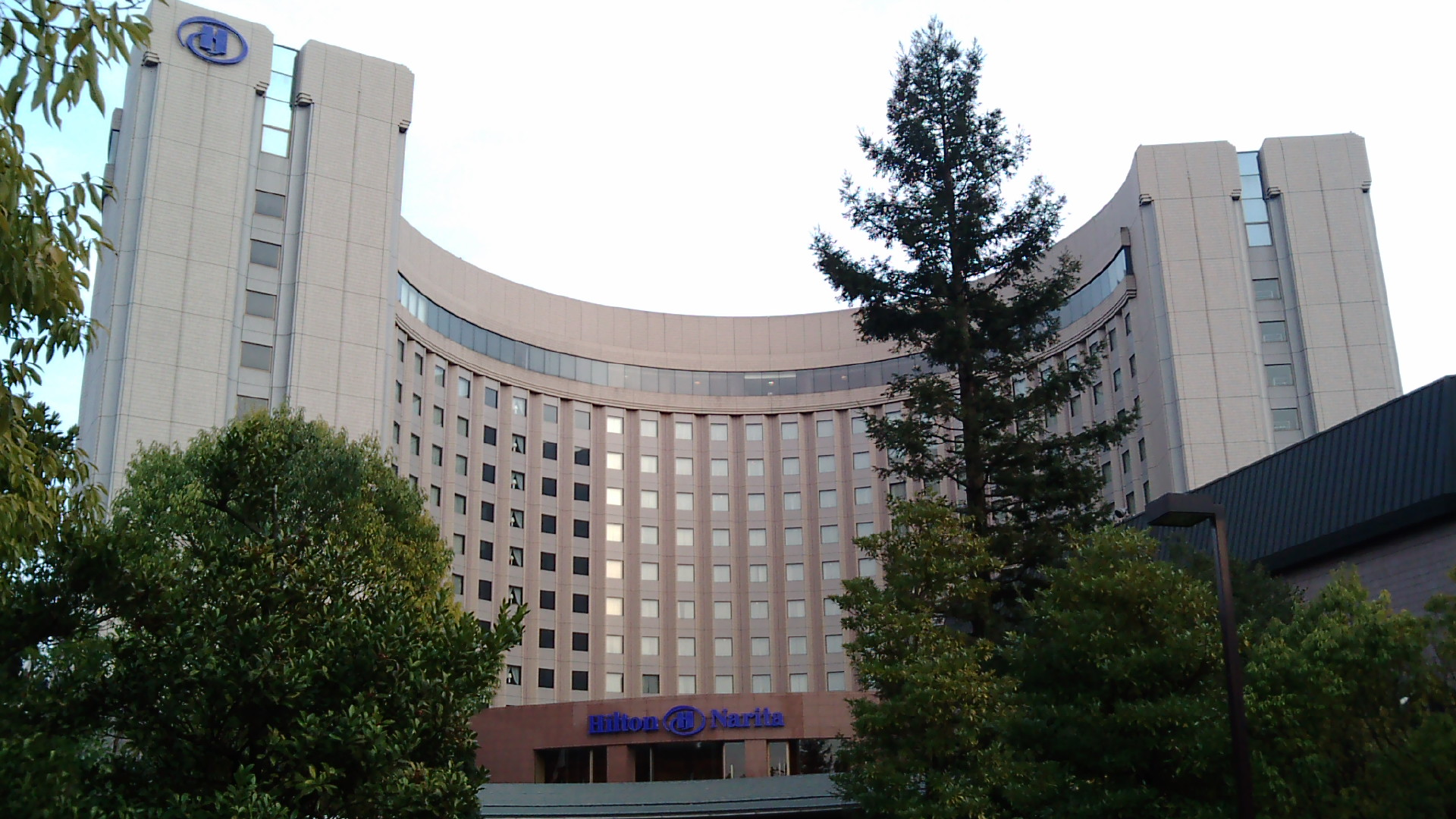
劇中「レンブラントホテル」として使われた、リーガロイヤルホテル成田(現：ヒルトン成田)

『シンデレラは眠らない』は、2000年1月10日から3月6日まで日本テレビ系列で毎週月曜22:00 - 22:54（JST）に放送された、よみうりテレビ制作のテレビドラマ（サスペンスドラマ）。平均視聴率は7.6%。寺館和子の女性漫画「獅子の娘」が原案ではあるが、オリジナルストーリーに近い。
キャッチコピーは「おまえを苦しめるすべてのものを、用意した。」。

## あらすじ
母、明子が未婚で出産した為、父の顔を知らずに育った橋本瑶子。そして中学3年生の時に母も他界。中学卒業後、定時制高校に進学と同時に鉄工所に溶接工として就職していた。高校を卒業し、正社員に昇格した後の1999年の冬、賃金が安い事を不満に思い、着服して逃げ出した同僚を追いかける瑶子を見ず知らずの男が手助けする。この男は一流ホテル「レンブラントホテル」の社長・岡田宗介であり、瑶子の実の父親であった。岡田の指示で秘書室長の剛義則は瑶子を偵察しており、やがてクリスマスの午後に虎ノ門で宗介と待ち合わせると伝える。

しかし、宗介は当日の昼食を成城の自宅で家族とし終えた矢先に突如倒れて帰らぬ人となり、瑶子は霊安室で父親と岡田の遺族に対面する。死亡診断書には心筋梗塞と書かれていた。

後日、剛は瑶子をレンブラントの取締役会へ連れ込み、社長に就任させた。宗介の遺言状には個人資産は妻の紫と子供達が相続するが、レンブラントの全株式は認知した娘の瑶子に相続させると書かれていたからであった。こうして、溶接工から一流ホテルチェーンの社長というシンデレラのような変身を遂げた瑤子だったが、これに不満を感じた宗介の妻・紫や娘の都は交友関係を通じて金に物を言わせ、辛い仕打ちを受けさせる事になる。しかし、瑶子に心を開き始めた徹は、宗介は誰かに毒殺されたと疑っていた。
一方、父親を刺殺して少年院送りの犯歴がある剛の過去を抹消させて秘書室長に祭り上げた、剛の中学の同級生で愛人でもある営業企画室長の小池理香子は、影で剛と共謀してレンブラントの乗っ取りを進めていた。剛は都と婚約する事でレンブラントを乗っ取ろうとしていたが、瑶子の登場で計画が狂い始め、やがて剛と瑶子は次第に互いの孤独を分かち合い、紫や都の反発を押し切って急遽結婚する事になった。
同じ頃、宗介の診断書を書いた医師の小田嶋の遺体が山中で発見された。紫が瑶子を懲らしめる為に依頼していたヤクザを、剛や理香子がそれぞれ偶然見つけて利用し、剛が殺害を依頼したのであった。
そして2000年3月の午前、盛大な結婚式がレンブラントで催される。瑶子の真上にはシンデレラの魔法が解ける12時（正午）に落下するように理香子が仕掛けたシャンデリアがあることを知らずに。
小田嶋の殺害の捜査で警察が動き出した。刑事の春田らが病院を捜索したところ、宗介の血液を発見。鑑定で青酸が検出された。診断書の内容は徹の指摘の通り、虚偽であった事が判明する。
シャンデリアの落下に直撃した瑶子と咄嗟に庇った義則は病院に搬送されたが、春田らが合わせてこの事件についても捜査する。その過程で、宗介の娘の瑶子の婚約者である義則は、退職間近の春田が宮城県警に在職していた時に担当した、かつての中学生であり、宗介の殺害についても捜査を進める。

## キャスト
- 橋本（剛）瑶子：原沙知絵

本作の主人公。母子家庭だったが母から愛情深く育てられた。15歳の時に母が他界して天涯孤独の身となり、工場で働きながら高校に通い、卒業後、そのまま正社員に昇格。自分を捜していた父と偶然に出会うが、まもなく逝去の知らせを受ける。そして父の遺言でホテル社長に就任し、父の家で暮らし始める。明るく前向きな性格で苦難に立ち向かう。23歳。
- 剛義則：上川隆也

レンブランドホテル社長秘書。前社長・宗介の片腕的存在である一方、宗介の娘・都と結婚してホテルを乗っ取ろうとしていたが、瑶子の出現で計画が急変。自身の野望の為に彼女に近付き始める。ある事件が絡んだ過去を持つ。34歳。
- 岡田宗介：根津甚八

レンブランドホテル前社長で、遥子の実父。瑶子の母を愛していたが紫と政略結婚せざるを得なくなる。瑶子の存在を知り、遺言状を書いた直後に他界。瑶子に対してレンブラントホテルを遺産として相続させる。享年53歳。
- 岡田紫：秋吉久美子

レンブランドホテル副社長で宗介の妻。宗介との間に徹と都を授かるが、政略結婚で愛されてないと感じていた事から苦悩しており、冷徹な面を持つようになる。宗介の死後、突然現れた瑶子の存在に戸惑い嫉妬。監視・拉致監禁・殺人未遂・彼女が働いていた工場への圧力など嫌がらせの末、自棄になって屋敷に放火するが、瑶子と都の呼びかけで立ち直ることを決意。43歳。
- 岡田都：安達祐実

宗介と紫の娘。表向きは名門女子校に通う優等生だが、両親からの愛情が伝わらなかった事により、性格に歪んだ面が見られる。両親の政略結婚に対しても良い感情を抱いておらず、突然現れた異母姉・瑶子に嫉妬。母・弟と共に嫌がらせをする。しかしのちに自殺しようとした母へ思いを打ち明け、瑶子とも和解。最終回では恋人を皆に紹介した。18歳。
- 岡田徹：森廉

宗介と紫の息子。最初は瑶子に嫌がらせをするが、のちに心を開き、彼女の味方となる。
- 小池理香子：千堂あきほ

レンブラントホテル営業企画課長。有能なキャリアウーマン。剛の後輩で、入社にも手を貸す等、彼とは秘密の関係があるらしい。瑶子が現れて、剛が自分の元を離れていくのではないかと懸念する。32歳。
- 野島笑：濱田万葉
- 河井晶：伏石泰宏
- 立花：浜田晃
- 江口幸二（専務）：北村一輝
- 江島カイ：李麗仙（ナレーションも兼任）

岡田家で働くメイド。最終回では、紫による放火で発生した火災を消し止めている。
- 春田（刑事）：夏八木勲
- 刑事：高杉亘

## スタッフ
- 原案：寺館和子
- 脚本：森岡利行
- 音楽：重村正道、桑野聖
- プロデューサー：井上竜太、小泉守
- 演出：岡本浩一、日名子雅彦
- 制作協力：イースト
- 制作著作：よみうりテレビ

## テーマ曲
主題歌
- オープニングテーマ「so many people」エレファント・カシマシ
- エンディングテーマ「Believe In Future 〜真夜中のシンデレラ〜」華原朋美

挿入歌
- 「Memories」SR Smoothy

## サブタイトル
| 各話                                                      | 放送日        | サブタイトル                      | 演出       | 視聴率 |
| --------------------------------------------------------- | ------------- | --------------------------------- | ---------- | ------ |
| 第1回                                                     | 2000年1月10日 | 血染めのドレス                    | 岡本浩一   | 10.6%  |
| 第2回                                                     | 2000年1月17日 | 悪夢のはじまり                    | 岡本浩一   | 7.8%   |
| 第3回                                                     | 2000年1月24日 | 嘘つきな恋人                      | 日名子雅彦 | 9.1%   |
| 第4回                                                     | 2000年1月31日 | 殺意のプロポーズ                  | 岡本浩一   | 7.0%   |
| 第5回                                                     | 2000年2月7日  | 監禁!裏切りの夜…愛した人は殺人者! | 梅沢利之   | 6.4%   |
| 第6回                                                     | 2000年2月14日 | 結婚宣言・私は負けない            | 日名子雅彦 | 6.0%   |
| 第7回                                                     | 2000年2月21日 | 策略の結婚式                      | 岡本浩一   | 7.7%   |
| 第8回                                                     | 2000年2月28日 | 別れのプレゼント                  | 日名子雅彦 | 6.7%   |
| 最終回                                                    | 2000年3月6日  | 愛と運命の結末                    | 岡本浩一   | 7.2%   |
| 平均視聴率7.6% （視聴率は関東地区・ビデオリサーチ社調べ） |               |                                   |            |        |

## 関連商品
- シンデレラは眠らない Vol.1～Vol.4(バップ)2000年4月21日発売 VHSの単品商品。

| 読売テレビ 月曜10時枠の連続ドラマ   | 読売テレビ 月曜10時枠の連続ドラマ        | 読売テレビ 月曜10時枠の連続ドラマ |
| 前番組                              | 番組名                                   | 次番組                            |
| ----------------------------------- | ---------------------------------------- | --------------------------------- |
| ピーチな関係 （1999.10.11 - 12.13） | シンデレラは眠らない （2000.1.10 - 3.6） | 永遠の仔 （2000.4.10 - 6.26）     |